# Hommes illustres (Louvre)
Les Hommes illustres u Hommes célèbres es una serie de 86 estatuas instaladas en las alas del patio llamado Cour Napoleón del Palacio del Louvre en París, Francia, entre 1853 y 1857.

## Estatuas
| #  | Estatua                               | Profesión        | Fechas     | Escultor                          | Ala                   | Notas | Illus. |
| -- | ------------------------------------- | ---------------- | ---------- | --------------------------------- | --------------------- | --- | ------ |
| 1  | Jean de La Fontaine                   | Escritor         | 1621-1695  | Jean-Louis Jaley                  | Aile Turgot (retour)  | |        |
| 2  | Blaise Pascal                         | Escritor         | 1623-1662  | François Lanno                    | Aile Turgot (retour)  | |        |
| 3  | François Eudes de Mézeray             | Historiador      | 1610-1683  | Louis-Joseph Daumas               | Aile Turgot (retour)  | |        |
| 4  | Molière                               | Escritor         | 1622-1673  | Bernard Seurre                    | Aile Turgot (retour)  | |        |
| 5  | Nicolas Boileau                       | Escritor         | 1636-1711  | Charles Émile Seurre              | Aile Turgot (retour)  | |        |
| 6  | Fénelon                               | Escritor         | 1651-1715  | Jean-Marie Bonnassieux            | Aile Turgot (retour)  | |        |
| 7  | François de La Rochefoucauld          | Escritor         | 1613-1680  | Noël-Jules Girard                 | Aile Turgot (retour)  | |        |
| 8  | Pierre Corneille                      | Escritor         | 1606-1684  | Henri Lemaire                     | Aile Turgot (retour)  | |        |
| 9  | Grégoire de Visitas                   | Religioso        | 538-594    | Jean Marcellin                    | Aile Turgot           | |        |
| 10 | François Rabelais                     | Escritor         | 1494-1553  | Élias Robert                      | Aile Turgot           | Reemplazado por una copia entre 1985 y 1993                                                                                  |        |
| 11 | François de Malherbe                  | Escritor         | 1555-1628  | Jean-Jules Allasseur              | Aile Turgot           | |        |
| 12 | Pierre Abélard                        | Escritor         | 1079-1142, | Jules Cavelier                    | Aile Turgot           | |        |
| 13 | Jean-Baptiste Colbert                 | Hombre de Estado | 1619-1683  | Paul Gayrard                      | Aile Turgot           | Reemplazado por una copia entre1985 y 1993                                                                                   |        |
| 14 | Jules Mazarin                         | Hombre de Estado | 1602-1661  | Pierre Hébert                     | Aile Turgot           | |        |
| 15 | Georges-Louis Leclerc de Buffon       | Naturalista      | 1707-1788  | Eugène-André Oudiné               | Aile Turgot           | |        |
| 16 | Jean Froissart                        | Escritor         | 1333-1400  | Henri Lemaire                     | Aile Turgot           | |        |
| 17 | Jean-Jacques Rousseau                 | Escritor         | 1712-1778  | Jean-Baptiste Farochon            | Aile Turgot           | |        |
| 18 | Montesquieu                           | Escritor         | 1689-1755  | Charles-François Nanteuil-Leboeuf | Aile Turgot           | |        |
| 19 | Mathieu Molé                          | Magistrado       | 1584-1656  | Charles-François Nanteuil-Leboeuf | Aile Colbert          | |        |
| 20 | Anne Robert Jacques Turgot            | Hombre de Estado | 1727-1781  | Pierre Travaux                    | Aile Colbert          | |        |
| 21 | Bernard santo                         | Religioso        | 1090-1153  | François Jouffroy                 | Aile Colbert          | |        |
| 22 | Jean de La Bruyère                    | Escritor         | 1645-1696  | Joseph-Stanislas Lescorné         | Aile Colbert          | |        |
| 23 | Suger de Santo-Denis                  | Religioso        | 1081-1151  | Nicolas Raggi                     | Aile Colbert          | |        |
| 24 | Jacques-Auguste de Thou               | Magistrado       | 1553-1617  | Auguste-Louis Deligand            | Aile Colbert          | |        |
| 25 | Louis Bourdaloue                      | Religioso        | 1632-1704  | Louis Desprez                     | Aile Colbert          | |        |
| 26 | Jean Racine                           | Escritor         | 1639-1699  | Michel-Pascal                     | Aile Colbert          | |        |
| 27 | Voltaire                              | Escritor         | 1694-1778  | Antoine Desboeufs                 | Aile Colbert          | |        |
| 28 | Jacques-Bénigne Bossuet               | Escritor         | 1627-1704  | Louis Desprez                     | Aile Colbert          | |        |
| 29 | Nicolas de Condorcet                  | Escritor         | 1743-1794  | Pierre Loison                     | Rotonde de Beauvais   | |        |
| 30 | Denis Papin                           | Físico           | 1647-1714  | Jean-François Soitoux             | Rotonde de Beauvais   | |        |
| 31 | Sully                                 | Hombre de Estado | 1560-1641  | Gabriel-Vital Dubray              | Rotonde de Beauvais   | La estatua era inicialmente planeada para ser dado cuenta por Denis Foyatier ; Reemplazado por una copia entre 1985 et 1993. |        |
| 32 | Sébastien Le Prestre de Vauban        | Ingeniero        | 1633-1707  | Gustave Crauk                     | Rotonde de Beauvais   | La estatua era inicialmente planeada para ser dado cuenta por Antoine Étex                                                   |        |
| 33 | Antoine Lavoisier                     | Químico          | 1743-1794  | Jacques-Léonard Maillet           | Rotonde de Beauvais   | |        |
| 34 | Joseph Jérôme Lefrançois de Lalande   | Astrónomo        | 1732-1807  | Jean-Joseph Perraud               | Rotonde de Beauvais   | |        |
| 35 | François Michel Le Tellier de Louvois | Hombre de Estado | 1641-1691  | Aimé Mijo                         | Aile Henri IV         | |        |
| 36 | Louis de Rouvroy de Santo-Simon       | Escritor         | 1675-1755  | Pierre Hébert                     | Aile Henri IV         | |        |
| 37 | Jean de Joinville                     | Escritor         | 1224-1317  | Jean Marcellin                    | Aile Henri IV         | |        |
| 38 | Esprit Fléchier                       | Religioso        | 1632-1710  | François Lanno                    | Aile Henri IV         | |        |
| 39 | Philippe de Commynes                  | Escritor         | 1447-1511  | Eugène-Louis Lequesne             | Aile Henri IV         | |        |
| 40 | Jacques Amyot                         | Religioso        | 1513-1593  | Pierre Travaux                    | Aile Henri IV         | |        |
| 41 | Pierre Mignard                        | Pintor           | 1606-1668  | Jean-Baptiste Joseph Debay        | Aile Henri IV         | |        |
| 42 | Jean-Baptiste Massillon               | Religioso        | 1663-1742  | François Jouffroy                 | Aile Henri IV         | |        |
| 43 | Jacques Ier Androuet du Cerceau       | Arquitecto       | 1510-1585  | Georges Diebolt                   | Pavillon Sully        | La estatua era inicialmente planeada para ser dado cuenta por Louis Léopold Chambard                                         |        |
| 44 | Jean Goujon                           | Escultor         | 1510-1569  | Bernard Seurre                    | Pavillon Sully        | La estatua era inicialmente planeada para ser dado cuenta por Gabriel Joseph Garraud                                         |        |
| 45 | Claude Gellée                         | Pintor           | 1600-1682  | Auguste-Hyacinthe Debay           | Aile Henri II         | |        |
| 46 | André Grétry                          | Compositor       | 1741-1813  | Victor Vilain                     | Aile Henri II         | |        |
| 47 | Jean-François Regnard                 | Escritor         | 1655-1709  | Théodore-Charles Gruyère          | Aile Henri II         | |        |
| 48 | Jacques Cœur                          | Comerciante      | 1395-1456  | Élias Robert                      | Aile Henri II         | |        |
| 49 | Enguerrand de Marigny                 | Chambelán        | 1727-1781  | Nicolas Raggi                     | Aile Henri II         | |        |
| 50 | André Chénier                         | Escritor         | 1762-1794  | Auguste Préault                   | Aile Henri II         | |        |
| 51 | Jean-Balthazar Keller                 | Goldsmith        | 1638-1702  | Pierre Robinet                    | Aile Henri II         | |        |
| 52 | Antoine Coysevox                      | Escultor         | 1640-1720  | Jules-Antoine Droz                | Aile Henri II         | |        |
| 53 | Jean Primo le Jeune                   | Pintor           | 1522-1594  | Théodore Jacques                  | Rotonde d'Apollon     | |        |
| 54 | André Le Nôtre                        | Jardinero        | 1613-1700  | Jean-Auguste Barre                | Rotonde d'Apollon     | |        |
| 55 | Clodion                               | Escultor         | 1738-1814  | Gabriel-Vital Dubray              | Rotonde d'Apollon     | |        |
| 56 | Germain Pilon                         | Escultor         | 1537-1590  | Louis Desprez                     | Rotonde d'Apollon     | |        |
| 57 | Ange-Jacques Gabriel                  | Arquitecto       | 1698-1782  | Augustin Courtet                  | Rotonde d'Apollon     | |        |
| 58 | Jean Lepautre                         | Grabador         | 1618-1682  | Astyanax Scaevola Bosio           | Rotonde d'Apollon     | |        |
| 59 | Michel de L'Hospital                  | Magistrado       | 1505-1573  | Eugène Guillaume                  | Aile Daru             | |        |
| 60 | Jacques Lemercier                     | Arquitecto       | 1585-1654  | Antoine Laurent Dantan            | Aile Daru             | |        |
| 61 | René Descartes                        | Escritor         | 1596-1650  | Gabriel Garraud                   | Aile Daru             | |        |
| 62 | Ambroise Paré                         | Cirujano         | 1509-1590  | Michel-Pascal                     | Aile Daru             | |        |
| 63 | Armand Jean du Plessis de Richelieu   | Hombre de Estado | 1585-1642  | Jean-Auguste Barre                | Aile Daru             | |        |
| 64 | Michel de Montaigne                   | Escritor         | 1533-1592  | Jean-François Soitoux             | Aile Daru             | |        |
| 65 | Jean-Antoine Houdon                   | Escultor         | 1741-1828  | François Grosero                  | Aile Daru             | Reemplazado por una copia entre 1985 y 1993                                                                                  |        |
| 66 | Étienne Dupérac                       | Arquitecto       | 1525-1601  | Jacques Ange Cordier              | Aile Daru             | |        |
| 67 | Jean de Brosse                        | Militar          | 1570-1626  | Auguste Ottin                     | Aile Daru             | |        |
| 68 | César-François Cassini                | Astrónomo        | 1714-1784  | Hippolyte Maindron                | Aile Daru             | |        |
| 69 | Henri François d'Aguesseau            | Magistrado       | 1668-1751  | Louis-Denis Caillouette           | Aile Mollien          | |        |
| 70 | Jules Hardouin-Mansart                | Arquitecto       | 1646-1708  | Jean-Joseph Perraud               | Aile Mollien          | |        |
| 71 | Nicolas Poussin                       | Pintor           | 1594-1665  | François Grosero                  | Aile Mollien          | Reemplazado por una copia entre 1985 y 1993                                                                                  |        |
| 72 | Girard Audran                         | Grabador         | 1640-1703  | Jacques-Léonard Maillet           | Aile Mollien          | |        |
| 73 | Jacques Sarrazin                      | Escultor         | 1588-1660  | Honoré Jean Aristide Husson       | Aile Mollien          | |        |
| 74 | Nicolas Coustou                       | Escultor         | 1658-1733  | Augustin Courtet                  | Aile Mollien          | |        |
| 75 | Eustache Le Sueur                     | Pintor           | 1616-1655  | Honoré Jean Aristide Husson       | Aile Mollien          | |        |
| 76 | Claude Perrault                       | Arquitecto       | 1613-1688  | Auguste-Hyacinthe Debay           | Aile Mollien          | |        |
| 77 | Philippe de Champaigne                | Pintor           | 1602-1674  | Jean-Louis-Adolphe Eude           | Aile Mollien          | |        |
| 78 | Pierre Puget                          | Escultor         | 1620-1694  | Antoine Étex                      | Aile Mollien          | |        |
| 79 | Pierre Lescot                         | Arquitecto       | 1515-1578  | Henry de Triqueti                 | Aile Mollien (retour) | |        |
| 80 | Jean Bullant                          | Arquitecto       | 1515-1578  | Pierre Robinet                    | Aile Mollien (retour) | |        |
| 81 | Charles Le Brun                       | Pintor           | 1619-1690  | Jean-Claude Petit                 | Aile Mollien (retour) | |        |
| 82 | Pierre Chambiges                      | Arquitecto       | ?-1544     | Jules-Antoine Droz                | Aile Mollien (retour) | |        |
| 83 | Libéral Bruand                        | Arquitecto       | 1635-1697  | Armand Toussaint                  | Aile Mollien (retour) | |        |
| 84 | Philibert Delorme                     | Arquitecto       | 1510-1570  | Jean-Pierre Dantan                | Aile Mollien (retour) | |        |
| 85 | Bernard Palissy                       | Ceramista        | 1510-1590  | Victor Huguenin                   | Aile Mollien (retour) | |        |
| 86 | Hyacinthe Rigaud                      | Pintor           | 1659-1743  | Victor Thérasse                   | Aile Mollien (retour) | |        |

- Datos: Q3139813
- Multimedia: Hommes illustres / Q3139813